# Zbigniew Witkowski (polityk)
Zbigniew Jerzy Witkowski (ur. 11 lutego 1943 w Krakowie) – polski biolog, specjalista ochrony środowiska i urzędnik państwowy, profesor nauk biologicznych, w latach 2004–2005 podsekretarz stanu w Ministerstwie Środowiska i Główny Konserwator Przyrody.

## Życiorys
Absolwent Wydziału Biologii i Nauk o Ziemi Uniwersytetu Jagiellońskiego (1966). W 1972 obronił doktorat, a w 1981 habilitację. 10 czerwca 1992 otrzymał tytuł profesora nauk biologicznych. Specjalizował się w zakresie ekologii zespołów organizmów i teorii sukcesji ekologicznej, a także ochrony środowiska, populacji, gatunków i ekosystemów, restytucji populacji i wpływu turystyki na środowisko. Opublikował ponad 250 prac naukowych. Przez 39 lat był pracownikiem naukowym Instytutu Ochrony Przyrody PAN w Krakowie, a także członkiem komitetów PAN: Ochrony Przyrody i „Człowiek i Środowisko”. Wykładał w Instytucie Biologii Środowiskowej Uniwersytetu Jagiellońskiego, Akademii Wychowania Fizycznego im. Broniława Czecha w Krakowie i Podhalańskiej Państwowej Wyższej Szkole Zawodowej w Nowym Targu. Był dziekanem Wydziału Zamiejscowego Ochrony Środowiska w Miechowie Prywatnej Wyższej Szkoły Ochrony Środowiska w Radomiu oraz kierownikiem Zakładu Ekologii i Katedry Nauk o Środowisku Przyrodniczym w Instytucie Turystyki AWF w Krakowie. Należy do rady redakcyjnej czasopisma „Parki Narodowe i Rezerwaty Przyrody”, pozostawał redaktorem naczelnym „Ochrony Przyrody”. Członek Polskiego Klubu Ekologicznego i British Ecological Society.
Przewodniczył Wojewódzkim Komisjom Ochrony Przyrody w Krakowie i Katowicach, Radzie Pienińskiego Parku Narodowego oraz Komisji „Natura 2000” w Państwowej Radzie Ochrony Przyrody. Był członkiem rad nadzorczych Wojewódzkich Funduszy Ochrony Środowiska w Katowicach i Krakowie oraz rad Tatrzańskiego, Babiogórskiego i Świętokrzyskiego Parku Narodowego.
1 sierpnia 2004 powołany na stanowisko podsekretarza stanu w Ministerstwie Środowiska i zarazem Głównego Inspektora Ochrony Środowiska. 7 listopada 2005 odwołany z zajmowanej funkcji.

## Życie prywatne
Jest żonaty, ma czworo dzieci.